# Rhynchosida
Rhynchosida es un género con dos especies de plantas de flores de la familia  Malvaceae.

## Especies seleccionadas
- Rhynchosida kearneyi
- Rhynchosida physocalyx

- Datos: Q9068865
- Especies: Rhynchosida